# 松本人志のシネマ坊主
『松本人志のシネマ坊主』（まつもとひとしのしねまぼうず）は雑誌『日経エンタテインメント!』にて1999年6月号から2008年6月号まで連載されていた、松本人志の映画評論。
10点満点で新旧様々な映画を採点していった。連載終了時に「この連載をまる9年続けて、僕が認めるような面白い作品は、めったにないという結論もでましたからね。｣というほど採点は厳しいものであった。しかし10点満点をつける作品も何度か出ている。 『ライフ・イズ・ビューティフル』『ダンサー・イン・ザ・ダーク』『鬼が来た!』『ディープ・ブルー』『モンスターズ・インク』『ペーパー・ムーン』などがそうである。連載終了理由は「昨年、『大日本人』を撮って、映画監督としてデビューしたのですが、 今後も映画をちゃんと撮っていきたいと思っています。 それにあたって、そろそろ人の映画を「ああだ、こうだ」と言ってるんじゃなくて、 純粋に評価される側に立ちたいという気持ちになりました。 それで映画批評の連載も一区切りつけようと思ったわけです。 」というものである。因みに、松紳でこの本を紹介する際に松本は「僕、映画嫌いなんですよ！」と前置きしている。

## 書籍
- 松本シネマ坊主（2002年、日経BP社）ISBN 4822217337
- シネマ坊主2（2005年、日経BP社）ISBN 4822217442
- シネマ坊主3（2008年、日経BP出版センター）ISBN 4822263215